# 安內攘外
安內攘外，原文是「抗日必先勦匪，攘外必先安內，安內以攘外，剿匪以抗日」是中华民國国民政府主席蔣介石在1931年7月23日（九一八事變前夕），发布的《告全國同胞一致安內攘外書》一文提出的政治导向，以保持國家的領土完整與獨立為優先，完成對日抗戰之戰略準備為最終目標。
蔣介石有鑑於中華民國當時所處於的環境情況下，於一二八事變停戰後，1932年6月14日所正式發表當時中華民國國民政府的國策，以剿共治標，建設治本，實行先安內後攘外的政策。與中國共產黨的反蔣抗日政策相對立，被中國共產黨形容為「不抵抗政策」。1936年4月，中共改「反蔣抗日」為「逼蔣抗日」，以爭取中國國民黨之大多數參加抗日。12月12日發生西安事變，迫使蔣介石放棄先安內後攘外政策，展開第二次國共合作。

## 歷史上的例子
春秋時期，齊桓公提出「尊王攘夷」口號——先「安內」以「尊王」，「尊王」而後才能「攘外」。
漢景帝老師晁錯力主削藩，引起當時朝廷激烈爭論，大多數人都不同意或認為時機未到，以竇嬰為首的認為當時應一致對外，對付匈奴；晁錯說服漢景帝，選擇繼續和匈奴和親，將注意力集中到削藩。結果，漢景帝削藩除去內憂，加強中央集權，增強國力，為漢武帝對匈奴動武、解決邊患創造條件。
北宋初年，趙普給宋太宗的摺子稱「中國既安，群夷自服。是故夫欲攘外者，必先安內。」
明代于謙《急處糧運以實重邊以保盛業疏》提到：「臣等看議得，疆兵以足食為本，攘外以安內為先。」
到了明末崇祯年间，兵部尚书杨嗣昌为了剿灭李自成、张献忠等农民军提出“安内方可攘外”之策，以及“四正六隅，十面张网”之法，而且几乎取得成功。

## 背景
1930年11月30日，蔣介石在顧維鈞任外交部長宣誓會上講演，聲稱「攘外必先安內」:296。1931年「九一八」事變後，蔣介石對日本武裝侵略退讓，對中國共產黨加緊鎮壓:472。堅持「攘外必先安內」，繼續反共內戰，對中國共產黨領導之革命根據地和中國工農紅軍，先後五次軍事「圍剿」。:1587對比著日本武裝設備之先進，國民革命軍當時並無單獨對日作戰之條件。加上各國未納中國為盟邦，因此面對日本進逼（1931年九一八事變，1932年一二八事變等），國民政府祇能一方面由國際聯盟力促各國干預日本之威脅，另一方面儘其所能延後中國全面對日開戰之時間表，以爭取時間備戰。其表現在於儘量疏導國民情緒，在軍事上儘量做有限度對抗，以和談為主軸，以避免日軍挑釁期間，軍民的傷亡擴大為戰端。

### 安內
所謂「安內」是指對國內先求團結和穩定，使國家統一，進而討伐意圖分裂者，又稱為「統一方能禦侮」。當時在國民政府對內主要有兩大隱憂：中國共產黨的武裝分離運動，地方勢力的叛變。

#### 中國共產黨的武裝分離運動
1927年8月，中國共產黨在江西發動南昌暴動。1931年，九一八事變日軍攻佔中國東北諸省，乘國軍北調之機，於11月7日在中华民国江西省瑞金县成立中華蘇維埃共和國，製造“两个中国”的局面。中共在一二八事變全國上下抵抗日本軍閥侵華時，擴大湘贛粵閩「蘇區」，組織「中華蘇維埃共和國中央政府」，最初首都設在江西瑞金，毛泽东任主席。:50。

#### 地方勢力叛變
由於閻錫山、馮玉祥、桂系等地方軍事領袖，不滿當時國民黨北伐完成後的裁軍政策，明為軍隊國家化政策，但旨在保持蔣軍，削弱地方派系勢力，於1930年4月聯合起來發動中原大戰，挑戰南京政權。此戰爭數月後以蔣中正所領導的中央軍全面勝利而告終。經此戰役，國民政府始有效深入各派系軍閥的根據地，稅收始能中央處理，實施全國幣制統一，發行法幣。
1931年，蔣中正在南京湯山軟禁胡漢民，同時在南京召開國民會議，通過《中華民國約法草案》，引起國民黨內其他實力派的不滿。黨內胡派、汪派、桂系、孫科等在廣州召開「國民黨中央執監委非常會議」，彷照孫文護法戰爭時的做法，在廣州另立政府。廣州「國民政府」在1931年5月28日成立，以汪兆銘為領袖，不設主席，石友三參加，出任廣州國民政府第5集團軍總司令。同年爆發九一八事變後，國民黨內謀求合作，最終粵、寧兩派息爭，蔣中正辭去主席和行政院長職務。
1932年6月28日，蔣啟程前往武漢:359。1933年10月，國民政府動員近100萬國民革命軍圍剿中國共產黨控制之農村根據地，並以50萬兵力重點進攻中央蘇區，迫使中国红军向陕北长征。1934年11月27日，蔣、汪精衛聯名發表「感電」（「劃分中央與地方權責宣言」）:368。在和平統一前提下，蔣將孫中山提出中央與地方間均權理論，列舉法制、用人、行政、財政、軍隊五方面內容，作為過渡期間變通辦法。
1936年6月1日，廣東陳濟棠、廣西李宗仁叛逆組國民革命抗日救國軍，稱兵入湖南。陈济棠、李宗仁在广州召开“西南两机关”联席会议，决定以粤桂两军打出抗日旗号，北上讨蒋。对陈济棠来说，抗日只是他为维护自立打出的反蒋旗号，但新桂系真心倾向抗日。7月6日，被蒋收买的廣東第一軍軍長余漢謀搭乘飛機飛抵南京向蔣中正輸誠，宣布归顺中央，蔣中正则允诺倒陈后以余汉谋主政广东。同日，又有粤军副军长李汉魂、邓龙光、虎门要塞司令李洁之通电反陈。7月13日，国民党五届二中全会决议撤销西南执行部，军委会则宣布撤销陈济棠的职务，以余汉谋取而代之。7月14日，余汉谋向陈济棠发出通牒，要求陈济棠24小时内离开广东，同时出兵向广州进攻，陈济棠所部第二军不战而退，准备迎余汉谋以代替陈济棠。7月15日，沈鈞儒、章乃器、鄒韜奮、陶行知等聯名發表《團結禦侮的基本條件與最低要求》呼應中共停止內戰、組成抗日民族統一戰線的主張，要求國民政府停止剿共。8月，蔣在廣州對諸將領表示：“中央如果有力而穩固，就是廣東的福利，反之中央如失敗，亦即是廣東失敗，就是整個革命的失敗，廣東與中央的榮辱利害得失，是完全一體的”，“我是一定要抗日的，但内部不安，怎麽能抗日？國内不統一，不消滅共產黨，可以抗日嗎？”“我之安内，就是爲了準備抗戰”。7月18日，陈济棠在将过渡政务军务安排妥当后，前往香港，淡出政坛。11月23日上午，沈鈞儒、章乃器、鄒韜奮、史良、李公樸、王造時、沙千里等7位中國人民救國會的領導人陸續被國民政府逮捕，此為七君子事件。

### 攘外
所謂攘外就是指對外以維護國家主權，抵抗任何以「擴張」名義，企圖侵犯中國的「帝國主義」國家。當時在國民政府對外有兩大隱憂：苏联的入侵，日本的入侵。

#### 苏联的入侵
1929年，當中華民國名義上統一全中國，準備要收回東北中東路（中國東北鐵路）的路權時，约瑟夫·斯大林背信棄義，下令8萬蘇聯紅軍，強佔中國東北104個縣市，當時國民政府東北陸軍第十七旅中將旅長韓光第將軍率軍抵抗，於11月19日戰死沙場。

#### 日本的入侵
1931年9月18日，日本關東軍趁東北軍司令官張學良調動東北軍主力入關參加中原大戰留駐華北之機，由司令本庄繁親自策劃，在瀋陽附近的柳條湖破壞了一小段南滿鐵路，誣蔑此為中國軍隊所為，當夜向瀋陽江北大營之中國軍隊發動進攻，標誌著「柳條湖事變」，又稱「九一八事變」的爆發。駐防瀋陽的中國東北軍參謀長榮臻，奉張學良「不抵抗」之命嚴禁部下對日作戰，但旅長王鐵漢等仍率部進行了抵抗，因作戰失利，翌日晨全城即告陷落。東北主要軍事負責人張學良引咎降職，後赴歐洲。事變兩個月內，日本軍閥佔領中國東三省諸多主要城市，除在黑龍江遭到馬占山部等的強烈抵抗之外，並未遭受重大損失。九一八事變後，東北民眾自發組織了大量義勇軍抵抗日本軍閥侵略。1932年2月，在日本的扶持下滿洲國（日本傀儡政權）建立，滿洲國名義上的領導人是清朝末代皇帝愛新覺羅·溥儀，但政權實際受關東軍控制。部分中國學者將九一八事變認作抗日戰爭的開始。

## 蔣中正《告全國同胞一致安內攘外書》節錄
「……中正於此，乃瞭然於粵桂倡亂，石友三叛變，暨赤匪肆虐，以及朝鮮僑胞之慘案。四者互為因果。叛徒軍閥，唯恐赤匪之肅清也，乃出兵以援之，叛變以應之。帝國主義者唯恐軍閥之消滅，中國之統一也，乃惹起外交糾紛，以牽制之。我剿匪將士，風餐露宿，日曛雨浴，黝然面無人色，方冒萬難，決必死，與赤匪爭最後之運命，而軍閥則接濟赤匪械彈，以苟延其殘喘。我同胞正舉國一致，奔走呼號，以抵抗帝國主義者之侵略，而軍閥反稱兵作亂，甘為帝國主義者之虎倀。嗟乎！人心已死，國亡無日，不意叛徒喪心病狂，竟至於此。嘗讀「人必自侮而後人侮之，國必自伐而後人伐之」之語，不禁為我國家與民族抱無窮之憂戚也。舉天下至慘至痛至危之事，孰有甚於此者哉？我全國同胞當此赤匪軍閥叛徒，與帝國主義者聯合進攻，生死存亡，間不容髮之秋，自應以臥薪嘗膽之精神，作安內攘外之奮鬥，以忍辱負重之毅力，雪黨國百年之奇恥。惟攘外應先安內，去腐乃能防蠹。此次如無粵中救變，則朝鮮慘案，必無由而生，法權收回問題，亦早已解決，不平等條約，取消自無疑義。故不先消滅赤匪，恢復民族之元氣，則不能禦侮；不先削平粵逆，完成國家之統一，則不能攘外。人之愛國，當有同心；鬩牆禦侮，古有明訓。……」

## 评价
中华民國外交官蔣廷黻於1933年〈未失的疆土是我們的出路〉文中支持安內攘外政策：「明朝夏允彝：『我之兵力每以討寇，寇急則調邊兵以征寇，東夷急又輟剿寇之兵將以防東夷。卒之二患益張，國力耗竭，而事不可為矣。』夏允彝所說的『寇』就是流寇李自成；而『東夷』則指滿清。現在的局勢與明末何等相像！現在共產黨勢力蔓延之廣幾等於明末的流寇，而有組織，有計劃，有主義則過之。……現在的日本用不著說，論基本勢力之雄厚，野心之大，軍器之精，都遠過於三百年前的滿清。……『先剿匪，後抗日』這是當然的步驟。」
中國共產黨則反對「統一是抗日前提」的觀點。毛澤東指出，這是蔣要繼續進行武力統一中國的計畫，實行專制獨裁。周恩來指出，這是內戰的方針。

## 註释
1. ↑  指萬寶山事件中，朝鮮半島華僑被殺百餘人[13]

## 外部連結
- . 人民网. 1932-03-14  [2014-06-25]. （原始内容存档于2011-01-30）.